# Hyposmocoma trimaculata
Hyposmocoma trimaculata là một loài bướm đêm thuộc họ Cosmopterigidae. Nó là loài đặc hữu của Oahu. Loài địa phương ở the Waianae Mountains.
Ấu trùng có thể ăn lichens on và beneath the bark of Acacia koa và Aleurites moluccana.